# Giselher Smekal
Giselher Smekal (* 19. Mai 1945 in Seefeld in Tirol) ist ein österreichischer Musiker, Journalist und Rundfunkmoderator.

## Leben
Giselher Smekal studierte, neben einer Tanz- und Klavierausbildung am Konservatorium der Stadt Wien, Orgel, Perkussion und Dirigieren an der Universität für Musik und darstellende Kunst Wien. Als Komponist zeitgenössischer Musik ist er Autodidakt und trat als solcher erstmals im Jahr 1969 bei der 25. Jugendkulturwoche in Innsbruck in Erscheinung. Er konzipiert vor allem elektronische Musik, die er mit Elementen der Klanginstallation und der Live-Elektronik verbindet; als Pianist, Organist und Perkussionist hängt er der freien Improvisation an. Zwischen 1969 und 2008 war er Mitglied der Reform Art Unit und kann daher zu den Pionieren des Free Jazz in Österreich gezählt werden. Im Jahr 1980 gründete er das Ensemble Time Capsule/Zeitkapsel mit Franz Koglmann, Walter „Muhammad“ Malli und Günter Sommer. Seit 1986 kam es zur Zusammenarbeit mit Mia Zabelka, etwa in der Gruppe Acting Seven. Mit Xu Fengxia entstand im Jahr 2005 das Album Tian Guo: Celestial Flowings.
Ab 1982 war Giselher Smekal freier Mitarbeiter des ORF, moderierte Sendereihen wie „Mandala“ und Zeit-Ton und entwickelte unter anderem das Konzept für die Radiosendung Spielräume – Musik aus allen Richtungen, die er auch teilweise moderierte. Ab 1985 war er bei dem Sender Verantwortlicher für das Studio Neuer Musik, von 1989 bis 2000 war er Leiter der Jazzredaktion, der er anschließend von 2001 bis zu seiner Pensionierung 2010 als freier Mitarbeiter angehörte. Von 1994 bis 2002 hatte er einen Lehrauftrag an der Hochschule für Musik und darstellende Kunst Wien im Rahmen des Medienschwerpunkts unter besonderer Berücksichtigung der Gestaltung von Hörfunk-Programmen und -Sendungen an der Abteilung für Musikpädagogik inne. 2002 erhielt er den Radio-Preis der österreichischen Erwachsenenbildung nach einer Nominierung durch die Jury für „Porträt Noel Akchoté“, eine Sendung der Reihe Zeit-Ton.; er wirkte auch als Produzent der CD-Reihe ORF Edition Jazz Austria.

## Auszeichnungen
- 1969: Kulturwochenpreis bei der 25. Jugendkulturwoche in Innsbruck
- 1981: Kompositionsstipendium vom Bundesministerium für Unterricht, Kunst und Kultur
- 1982: Elektronikpreis des Bundesministerium für Unterricht, Kunst und Kultur
- 1987: Kompositionspreis der Stadt Wien
- 1991: Prix Electro-Clips vom Montreal Festival
- unbekannt: Dr.-Karl-Renner-Preis der Stadt Wien

## Werke (Auswahl)

### Ensemblemusik
- Über das „I Ching“ – Septett für Flöte, Klarinette, Posaune, Perkussion, Klavier und zwei Kontrabässe[4]
- Orbit Nr. 7 – Septett für drei Violinen, zwei Violen und zwei Violoncelli[4]
- Orbit Nr. 3 – Trio für Violine, Viola und Violoncello (1970)[4]
- Orbit Nr. 4 – Quartett für zwei Violinen, Viola und Violoncello (1970)[4]
- Orbit Nr. 11 – Quintett für Klarinette, Sopransaxophon, Flügelhorn, Perkussion und Elektroorgel (1972)[4]
- Tombouctou – Quartett für Flöte, Perkussion und zwei Klaviere (1978)[4]
- Higashiyama – Trio für Fagott, Gitarre und Klavier Elektroorgel, Elektronik live und Tonband (1979)[4]
- Faire ses adieux – Streichquartett für zwei Violinen, Viola und Violoncello (1983)[4]
- Timetracks/Zeitspuren – Quartett für zwei Violinen, Viola und Violoncello mit Tonbandzuspielung (1984)[4]
- Mnemosyne – Duo für Klavier und Violine (1986)[4]
- Steine – Quartett für drei Perkussions und Violine mit Tonbandzuspielung (1987)[4]
- Auf dem Wege... – Meditative/musiktherapeutische Stücke für 3 Spieler auf metallenen Perkussionsinstrumenten (1990–1993)[4]

### Improvisierte Musik
- Yen Goku (Ein fernes Land) – Septett für Flöte, Sopransaxophon, Trompete, Perkussion, Setar, Klavier und Kontrabass[4]
- The Song of the Yellow Flower – Quintett für Sopransaxophon, Trompete, Perkussion, Klavier und Kontrabass[4]
- Pannonia – Quintett für Trompete, Perkussion, Klavier und Kontrabass[4]
- Zwischenspiele aus „Hamlet bleibt“ – aus einem Free-Jazz-Opern-Projekt nach Peter Henisch[4]
- The Bird of the Iron Feather – für Flöte, Sopransaxophon, Trompete, Posaune, Glockenspiel, Perkussion, Vibraphon, Klavier, Kontrabass, Elektrische Bassgitarre und Elektroorgel (1971)[4]
- Chanson d’amour – Septett für Klarinette, Fagott, Sopransaxophon, Altsaxophon (auch Tenorsaxophon), Trompete, Kontrabass und Elektroorgel (1977)[4]
- Shinkohenshu no seishitsu – (Artificial Characters) für Orchester (1978)[4]
- Depot Punktationen – Trio für Sopransaxophon, Flügelhorn und Perkussion mit Elektroorgel (1981)[4]

### Elektronische Musik
- Teurgia – Solo für Tonband, Sprachelemente nach einem Gedicht von Pier Paolo Pasolini (1978)[4]
- Musik für die Wüste – Solo für Tonband (1979/1981)[4]
- Hemicycles – Solo für Tonband (1980)[4]
- I Ching – Zyklus von 7 Tonbandkompositionen (1981)[4]
- Cuicuilco – Solo für Tonband (1981)[4]
- Risse – Solo für Tonband (1987)[4]
- Wir kommen vom Fluß – Quartett für 4 Computer (1987)[4]
- di Analogon – Minny And Daisy Discussing the Fate and Rebirth of Animated Characters, Solo für Tonband (1987)[4]